# Phanerodiscus diospyroidea
Phanerodiscus diospyroidea là một loài thực vật có hoa trong họ Olacaceae. Loài này được Capuron miêu tả khoa học đầu tiên năm 1962.